# Hintersee Nord
Hintersee Nord (pol. Zajezierze Leśne) – zlikwidowany przystanek osobowy w Hintersee, w powiecie Vorpommern-Greifswald, w kraju związkowym Meklemburgia-Pomorze Przednie w Niemczech.

## Historia
Przystanek oddano do użytku w 1906 r. wraz z przedłużeniem linii kolejowej ze Stobna od huty szkła Stolzenburger Glashütte w kierunku Nowego Warpna. Likwidacji stacji dokonano 8 sierpnia 1945 r. w związku z rozebraniem linii na odcinku Dobra – Nowe Warpno w ramach reparacji wojennych dla ZSRR.

## Infrastruktura
Pamiątką po infrastrukturze przystanku jest starotorze i symboliczna tabliczka z nazwą stacji.

## Linie kolejowe
Przystanek znajdował się przy jednotorowej i niezelektryfikowanej linii Randower Kleinbahn.